# Schietsport op de Middellandse Zeespelen 1959
De schietsport is een van de sporten die beoefend werden tijdens de Middellandse Zeespelen 1959 in Beiroet, Libanon. Er waren negen onderdelen, alle voor mannen.

## Uitslagen
| Event                           | Goud                          | Goud        | Zilver                      | Zilver      | Brons               | Brons    |
| ------------------------------- | ----------------------------- | ----------- | --------------------------- | ----------- | ------------------- | -------- |
| Snelvuurpistool 50 m            | Jean Renaux                   | 579 ptn     | Alkiviadis Papageorgopoulos | 566 ptn     | Georgios Marmaridis | 564 ptn  |
| Vrij pistool 50 m               | Angel Leon Gozalo             | 552 ptn     | Serge Hubert                | 531 ptn     | Eduard Delorenzo    | 528 ptn  |
| Trap individueel                | Georgios Pangalos             | 193 ptn     | Mohamed Ezzedine Badraoui   | 192 ptn     | Aref Diab           | 191 ptn  |
| Trap team                       | Verenigde Arabische Republiek | 753 ptn     | Libanon                     | 751 ptn     | Griekenland         | 738 ptn  |
| Luchtgeweer 50 m staand         | Joze Cuk                      | 342 ptn     | Georges Wahler              | 340 ptn     | Bojan Stojanovic    | 337 ptn  |
| Luchtgeweer 50 m geknield       | Branco Loncar                 | 391 ptn     | Georges Wahler              | 376 ptn     | Bojan Stojanovic    | 373 ptn  |
| Luchtgeweer 50 m liggend        | Branko Loncar                 | 391 (8) ptn | Georges Wahler              | 391 (4) ptn | Joze Cuk            | 387 ptn  |
| Luchtgeweer 50 m drie houdingen | Georges Wahler                | 1105 ptn    | Branko Loncar               | 1103 ptn    | Bojan Stojanovic    | 1094 ptn |
| Vliegend aas                    | Joze Cuk                      | 580 ptn     | Dimitrios Lafazanis         | 580 ptn     | Branco Loncar       | 576 ptn  |

## Medaillespiegel
| Plaats | Land                          | Goud | Zilver | Brons | Totaal |
| 1      | Joegoslavië                   | 4    | 1      | 6     | 11     |
| 2      | Frankrijk                     | 2    | 4      | 0     | 6      |
| 3      | Griekenland                   | 1    | 2      | 2     | 5      |
| 4      | Verenigde Arabische Republiek | 1    | 1      | 0     | 2      |
| 5      | Spanje                        | 1    | 0      | 0     | 1      |
| 6      | Libanon                       | 0    | 1      | 1     | 2      |
| Totaal | Totaal                        | 9    | 9      | 9     | 27     |

1951 · 1955 · 1959 · 1963 · 1971 · 1975 · 1979 · 1987 · 1991 · 1993 · 1997 · 2001 · 2005 · 2009 · 2013 · 2018 · 2022
Atletiek · Basketbal · Boksen · Gewichtheffen · Gymnastiek · Paardensport · Schermen · Schietsport · Schoonspringen · Voetbal · Volleybal · Waterpolo · Wielersport · Worstelen · Zeilen · Zwemmen